# 费利克斯·桑切斯
费利克斯·桑切斯，OLY（1977年8月30日—），美国、多米尼加男子田径运动员。他曾代表多米尼加参加2000年、2004年、2008年和2012年夏季奥林匹克运动会田径比赛。